# 마이크 스미스 (아이스하키 선수)
마이크 스미스(영어: Mike Smith , 1982년 3월 22일~)는 캐나다의 아이스하키 선수로 포지션은 골텐더이다. 현재 내셔널 하키 리그(NHL)의 에드먼턴 오일러스 소속으로 뛰고 있다. 이전에는 댈러스 스타스, 탬파베이 라이트닝, 애리조나 카이오티스, 캘거리 플레임스 소속으로 뛰었으며, 2회 NHL 올스타(2017, 2018)에 선정되었다. NHL 정규 경기 데뷔전에서 완봉승을 기록하며 댈러스 스타스 소속 골텐더로는 최초로 완봉승을 거둔 선수가 되었고 2013-14 시즌에 디트로이트 레드윙스를 상대로 골을 기록하며 NHL 역사상 11번째로 골을 넣은 골텐더가 되었다.
국제 대회에 캐나다 대표팀의 일원으로 활동했으며, 2014년 동계 올림픽에 참가하여 금메달을 획득했다. 또한 세계 아이스하키 선수권 대회에 2번 참가하여 2015년 대회에서 우승을 차지했다.